# Josefa Inmaculada González Bayo
Josefa Inmaculada González Bayo (25 d'agost de 1966) és una política espanyola membre del Partit Socialista Obrer Espanyol. És diputada per Huelva des del 12 de gener de 2016 per les XI i XII legislatures.
És enginyera tècnic agrícola. Entre 2003 i 2007 va ser regidora de l'ajuntament de Cartaya i en la següent legislatura, entre 2007 i 2011, va ocupar el càrrec de 2n tinent alcalde. Entre octubre de 2003 i el 30 de juny de 2025 va ser Delegada Territorial d'Agricultura, Pesca i Medi ambient, i del 30 de juliol al 10 de novembre de 2015, Delegada Territorial Agricultura, Pesca i Desenvolupament rural. El 20 de desembre de 2015 va ser triada diputada per Huelva al Congrés dels Diputats i reelegida en 2016.